# Toxandrie
Cet article concerne une ancienne région de la Gaule romaine. Pour la zone de secours de la province d'Anvers, voir Zone de secours Toxandrie. Pour le long métrage d'animation, voir Taxandria.

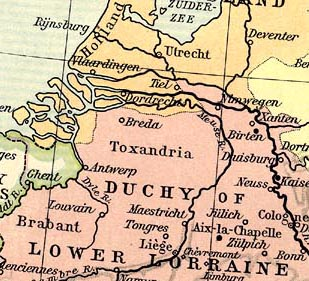
La Toxandria 919-1125

La Toxandrie ou Taxandrie est une région au nord de la Gaule romaine, dont l'emplacement serait la région sablonneuse comprise entre l'Escaut et la Meuse (Campine, Brabant, Limbourg), qui correspond à l’actuel Brabant-du-Nord néerlandais et en partie les provinces belges d'Anvers et Limbourg.

## Histoire
Selon Lucien Musset, elle peut correspondre à la zone du peuple des Texandri, situé par Pline l'Ancien à l'ouest de l'Escaut, ou à la Texandria, citée au IXe siècle comme étant au nord-est d'Anvers.
C'est la région où s'installèrent des Francs saliens combattus par l'empereur Constant Ier entre 340 et 350, puis admis sur ce territoire avec un statut de peuple fédéré (Libanios, or, LIX, 127). Cet îlot franc à l'intérieur de l'Empire romain resta mal soumis, et en 358 l'empereur Julien dut après son intervention militaire reconnaître l'installation d'autres émigrés Francs saliens en Toxandrie (Ammien Marcellin).
Au haut Moyen Âge, la Toxandrie devint un pagus, puis un comté. Celui-ci correspondait, dans sa majeure partie, à la région campinienne ; il était limité au nord par la Meuse, à l'ouest par l'Escaut, au sud par la Dyle ; à l'est il ne paraît pas s'être étendu au-delà des marais du Peel, qui le séparait du Masau.
On remarquera que la partie occidentale de ce territoire avait été, à l'époque romaine, comprise dans la civitas des Nerviens, tandis que le reste de la Campine anversoise et limbourgeoise appartenait aux Éburons. Aussi l'organisation ecclésiastique laissa-t-elle toujours le doyenné d'Anvers à l'évêché de Cambrai, alors que les autres doyennés qui se partageaient la Toxandrie relevaient de Liège. Le doyenné d'Anvers s'étendait à l'est jusqu'à Turnhout et Geel, au sud jusqu'à la Dyle, au nord il était limité par une ligne passant au-dessus de Wortel, Hoogstraten, Brecht, 's-Gravenwezel, Wilmarsdonk, Stabroek, Zandvliet.
L'occupation franque, qui fut plus intense dans le nord de l'actuelle Belgique n'avait pas tenu compte de cet état des choses et elle avait réuni en un seul gouvernement toute la région sablonneuse. Cependant une trace de la subdivision primitive se retrouve dans le fait que la doyenné d'Anvers continua à former un petit pagus distinct : le pagus Renensium (ou pagus Riensis, Rien). Ce territoire était toutefois englobé au IXe siècle dans le comté de Toxandrie.
Il est permis de conjecturer qu'Évrard de Frioul fut titulaire du comté dans la première moitié du IXe siècle ; mais à partir de cette date jusque vers la fin du Xe siècle nous ne connaissons aucun de ses successeurs.
À la fin du Xe siècle, Ansfrid, le futur évêque d'Utrecht est comte de Toxandrie. Lorsqu'il se décida à accepter le siège d'Utrecht, il ne tarda pas à renoncer à ses bénéfices temporels. Dès 995 son comté de Huy était transporté à l'église de Liège. Vers la même époque (entre 995 et 1008) il dispose de ses alleux du pagus Renensium (à Westerlo, Olen, Bouwel, Westmeerbeek, Hombeek, Deurne) en faveur de l'église d'Utrecht.
Le Teisterbant aussi, qui lui avait appartenu, passa à ce moment à son cousin Unroch, non sans qu'une notable portion n'en fût distraite en faveur de l'église d'Utrecht.
Le comté de Toxandrie n'apparaît plus dès lors sous ce nom ; dès le début du XIe siècle Henri II avait créé à ses dépens la marche d'Anvers et en avait confié la garde à Gothelon, l'un des plus jeunes fils de Godefroid de Verdun. Ce marquisat tel qu'il exista dans les siècles suivants n'embrassait pas la Campine limbourgeoise et ne dépassait pas Herentals, Geel et Turnhout.
Il y a donc de fortes probabilités que l'héritage d'Ansfrid fut ici, comme ailleurs, partagé entre ses collatéraux.

## Personnalités
- Marcomir de Toxandrie (ca. 220-281)
- Gennobaud I de Toxandrie (mort en 289)
- Clodion le Chevelu (ca. 390-450)
- Ansfrid d'Utrecht (mort en 1010)